# OR52M1
OR52M1 (англ. Olfactory receptor family 52 subfamily M member 1) – білок, який кодується однойменним геном, розташованим у людей на короткому плечі 11-ї хромосоми. Довжина поліпептидного ланцюга білка становить 317 амінокислот, а молекулярна маса — 35 037.
| 10         |  | 20         |  | 30         |  | 40         |  | 50         |
| ---------- |  | ---------- |  | ---------- |  | ---------- |  | ---------- |
| MLTFHNVCSV |  | PSSFWLTGIP |  | GLESLHVWLS |  | IPFGSMYLVA |  | VVGNVTILAV |
| VKIERSLHQP |  | MYFFLCMLAA |  | IDLVLSTSTI |  | PKLLGIFWFG |  | ACDIGLDACL |
| GQMFLIHCFA |  | TVESGIFLAM |  | AFDRYVAICN |  | PLRHSMVLTY |  | TVVGRLGLVS |
| LLRGVLYIGP |  | LPLMIRLRLP |  | LYKTHVISHS |  | YCEHMAVVAL |  | TCGDSRVNNV |
| YGLSIGFLVL |  | ILDSVAIAAS |  | YVMIFRAVMG |  | LATPEARLKT |  | LGTCASHLCA |
| ILIFYVPIAV |  | SSLIHRFGQC |  | VPPPVHTLLA |  | NFYLLIPPIL |  | NPIVYAVRTK |
| QIRESLLQIP |  | RIEMKIR    |  |            |  |            |  |            |

A: Аланін

C: Цистеїн

D: Аспарагінова кислота

E: Глутамінова кислота

F: Фенілаланін

G: Гліцин

H: Гістидин

I: Ізолейцин

K: Лізин

L: Лейцин

M: Метіонін

N: Аспарагін

P: Пролін

Q: Глутамін

R: Аргінін

S: Серин

T: Треонін

V: Валін

W: Триптофан

Кодований геном білок за функціями належить до рецепторів, g-білокспряжених рецепторів, білків внутрішньоклітинного сигналінгу. 
Локалізований у клітинній мембрані.